# Misumenops gracilis
Misumenops gracilis là một loài nhện trong họ Thomisidae.
Loài này thuộc chi Misumenops. Misumenops gracilis được Eugen von Keyserling miêu tả năm 1880.